# آلوارو سانز
آلوارو سانز کاتالان (به انگلیسی: Álvaro Sanz Catalán؛ زادهٔ ۱۴ فوریه ۲۰۰۱) یک فوتبالیست حرفه‌ای اسپانیایی است که در پست هافبک برای باشگاه راسینگ فرول بازی می‌کند.

## حرفه باشگاهی

### بارسلونا
سانز که در کاسپه، ساراگوسا، آراگون به دنیا آمد، قبل از پیوستن به مجموعه جوانان رئال ساراگوسا، کار خود را با باشگاه ورزشی کاسپه آغاز کرد. در سال ۲۰۱۵ در سن ۱۴ سالگی به آکادمی باشگاه بارسلونا، یعنی لا ماسیا ملحق شد.
در ۲۶ ژوئن ۲۰۲۰، سانز پس از کسب تجربه‌های فراوان و در پایان شکل‌گیری و پختگی، قراردادی جدید و سه ساله‌ای با بارسا امضا کرد و به باشگاه ذخیره، یعنی بارسلونا بی، در سگوندا دیویسیون بی پیوست. او اولین بازی خود را برای بزرگسالان در ۱۸ اکتبر انجام داد و به عنوان یک تعویض دیرهنگام در برد خانگی ۱–۰ مقابل خیمناستیک تاراگونا، وارد زمین شد.

### میراندس
در ۲۰ ژانویه ۲۰۲۳، سانز در قراردادی دو سال و نیمه به میراندس، باشگاه سگوندا دیویسیون پیوست. او اولین گُلِ حرفه‌ای خود را در ۱۴ اکتبر به ثمر رساند و گل اول را در تساوی ۱–۱ خانگی مقابل باشگاه ورزشی تنریف به ثمر رساند.

### راسینگ فرول
در ۳ ژوئیه ۲۰۲۴، سانز با قراردادی یک‌ساله، به باشگاه دیگر دستهٔ‌دوم؛ راسینگ فرول نقل‌مکان کرد.